# Enrico I di Oldenburg-Wildeshausen
Enrico I (1122 – 1167) fu conte di Oldenburg dal 1142 al 1148.

## Vita
Enrico nasce dall'unione tra Elimar II e Eilika di Werl-Rietberg.
Egli è il fondatore della linea Wildeshauser del casato Oldenburg, nata in seguito alla spartizione dell'eredità del padre tra lui e il fratello Cristiano.
Enrico sposò Salomè di Geldern-Zütphen, ed ebbe da lei sei figli:
- Cristiana (?) (... – 1167);
- Enrico II (... – 1197);
- Elimaro (...  – 1217);
- Ottone (... – 1217);
- Gerardo (... – 1219);
- Beatrice (... – 1224).

Morì intorno al 1167 durante l'assedio perpetrato da Enrico il Leone a Oldenburgo assieme al fratello Cristiano I.